# Houtskär
Houtskär (finska: Houtskari) är en kommundel och före detta kommun. Houtskär upphörde att vara kommun år 2009 för att istället ingå i Pargas stad i landskapet Egentliga Finland.
Houtskär blev en tvåspråkig kommun från och med 2003 med svenska (88 %) som majoritetsspråk och finska (11 %) som minoritetsspråk.
I Houtskär finns tre butiker, en bank och post och kyrkan Santa Maria i Näsby centrum. De gamla båthusen är fredade. På Houtskär växer orkidén Adam och Eva, Houtskärs sockenblomma, som är fridlyst. Vid olika tillfällen året om ordnas danser, vilket är en gammal tradition som hålls i liv med både äldre och unga deltagare som dansar pardanser från humppa till schottis till levande musik.
Houtskär erbjuder en mycket god basservice som kompletteras av privata företag. Föreningsverksamheten är mycket livlig och bidrar i hög grad till invånarnas trivsel.

## Geografi och natur
Houtskär ligger i Åbolands skärgård och består av cirka 700 holmar av olika storlek. Houtskär har en stor fritidsbefolkning med omkring 800 fritidshus som ägs av personer utanför Houtskär.
Naturen är omväxlande och floran är artrik bland annat tack vare en kalkrik jordmån, gott klimat och hävdade jordbruksmarker. Houtskär ingår i sin helhet i Skärgårdshavets biosfärområde och delvis i Skärgårdshavets nationalpark. En karaktärsart för Houtskär är orkidén Adam och Eva (Dactylorhiza latifolia). Adam och Eva är vanlig på Åland men österut är den en sällsynthet. I Houtskär förekommer den på många platser, ställvis talrikt. Större delen av beståndet växer på ön Jungfruskär.
Ejdern har utsetts till Houtskärs sockenfågel. Houtskär uttalas Hotsjär.

## Houtskärs byar
I Houtskär finns det många livskraftiga byar. Flera av dem är fortfarande traditionella ”gytterbyar”. Speciellt Hyppeis och Björkö är kända för sina vackra båthus. 
Byaförteckning: Näsby som är Houtskärs kyrkby, Storpensar, Saverkeit, Kittuis (uttalas tjitt-), Medelby, Hönsnäs, Berghamn, Träsk, Jervis (eller Järvis), Hyppeis, Roslax, Kivimo (uttalas tjivimå), Björkö, Jöutmo, Lempnäs, Mossala, Äpplö och Nåtö.
I så gott som varje by reses en midsommarstång på midsommarafton. Midsommarstången smyckas med löv och gräs och förses med symboler såsom granar, båtar samt en snurrande ”sol”. Ingen stång är den andra lik, varje by har sina traditioner. Motsvarande tradition med att klä och resa midsommarstång finns bland annat i Iniö och i de åländska kommunerna.
Här finns också färjhamnen Harlot, fjärdarna Bastö stråket, Finnödjupet (mellan Houtskär och Korpo), Mossalafjärden (mellan Houtskär och Iniö), viken Hålax vik, sunden Hönssundet, Kivimo sund, berget Borgberg samt öarna Lömsö, Sördö och Topsala.
Det finns skola på Houtskär.

## Jordbruk och odlingar
I Houtskär finns det inte många stora sammanhängande åkrar. Skärgårdsnaturen bjuder istället på ett lapptäcke av skogsmark, berg, kärr, åkermark och vattendrag.  Inom jordbruket satsas ofta på specialodlingar, som av tidig nypotatis på under våren skyddstäckta potatisodlingar. 

## Allmogeseglingar
I Houtskär finns det gott om vackra allmogebåtar. De flesta är gamla båtar som tidigare har använts som bruksbåtar, men det finns även några nybyggda. Nästan varje veckoslut under sommaren ordnas det allmogeseglingstävlingar i Houtskär eller någon av grannkommunerna.
Föreningen Houtskärs allmogeseglare RF samlar allmogebåtsintresserade och är arrangör för en årlig segeltävling som hålls i samband med Houtskärsdagarna. Även Houtskärs båtklubb ordnar årligen en segeltävling, Trollbergsseglingen.

## Politik

### Mandatfördelning i Houtskärs kommun, valen 1976–2004
| 13 |

| 13 |

| 13 |

| 13 |

| 13 |

| 13 |

| 13 |

| 13 |

| 8 | 5 |

## Bilder

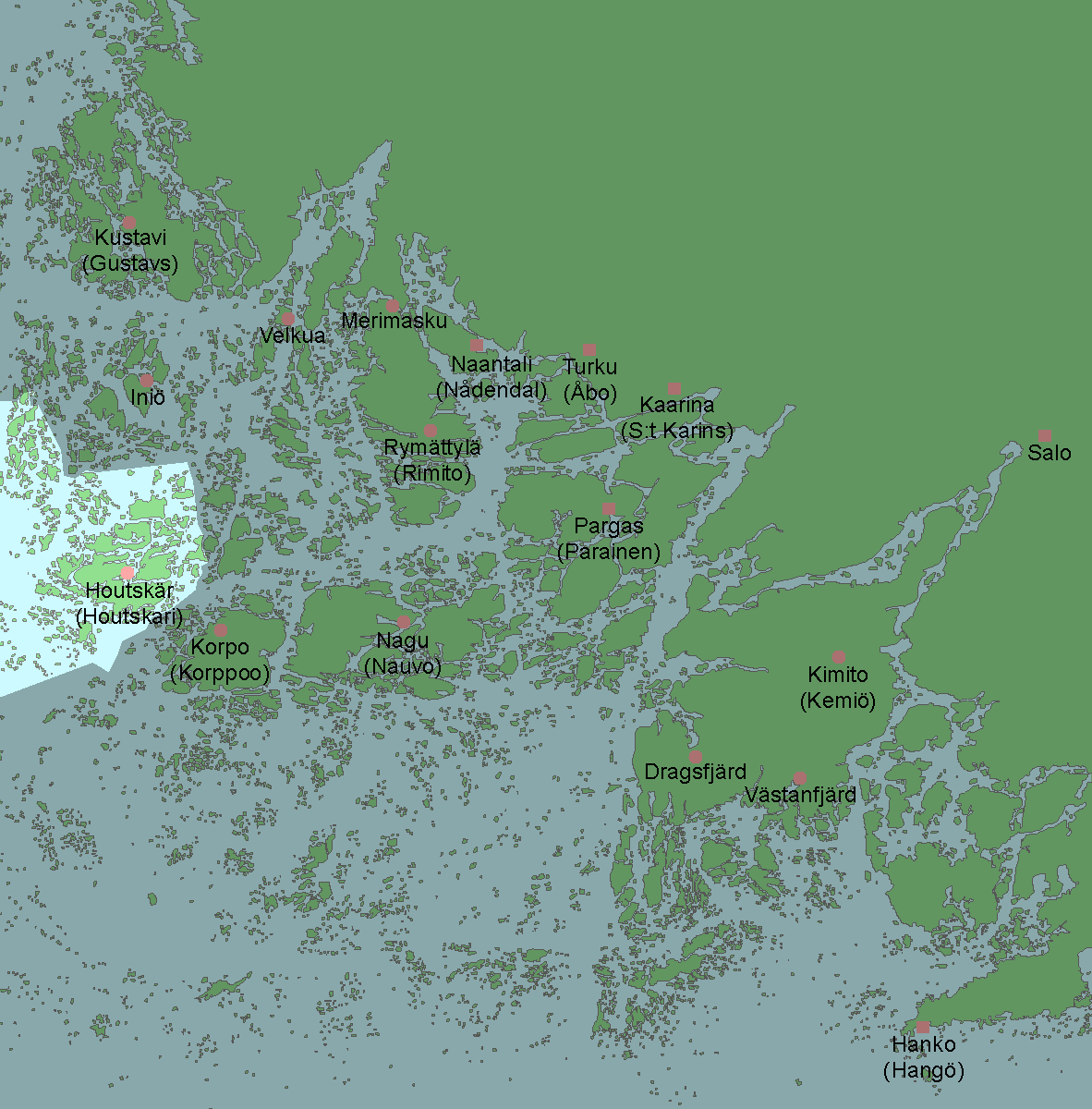
Houtskärs läge i Åbolands skärgård
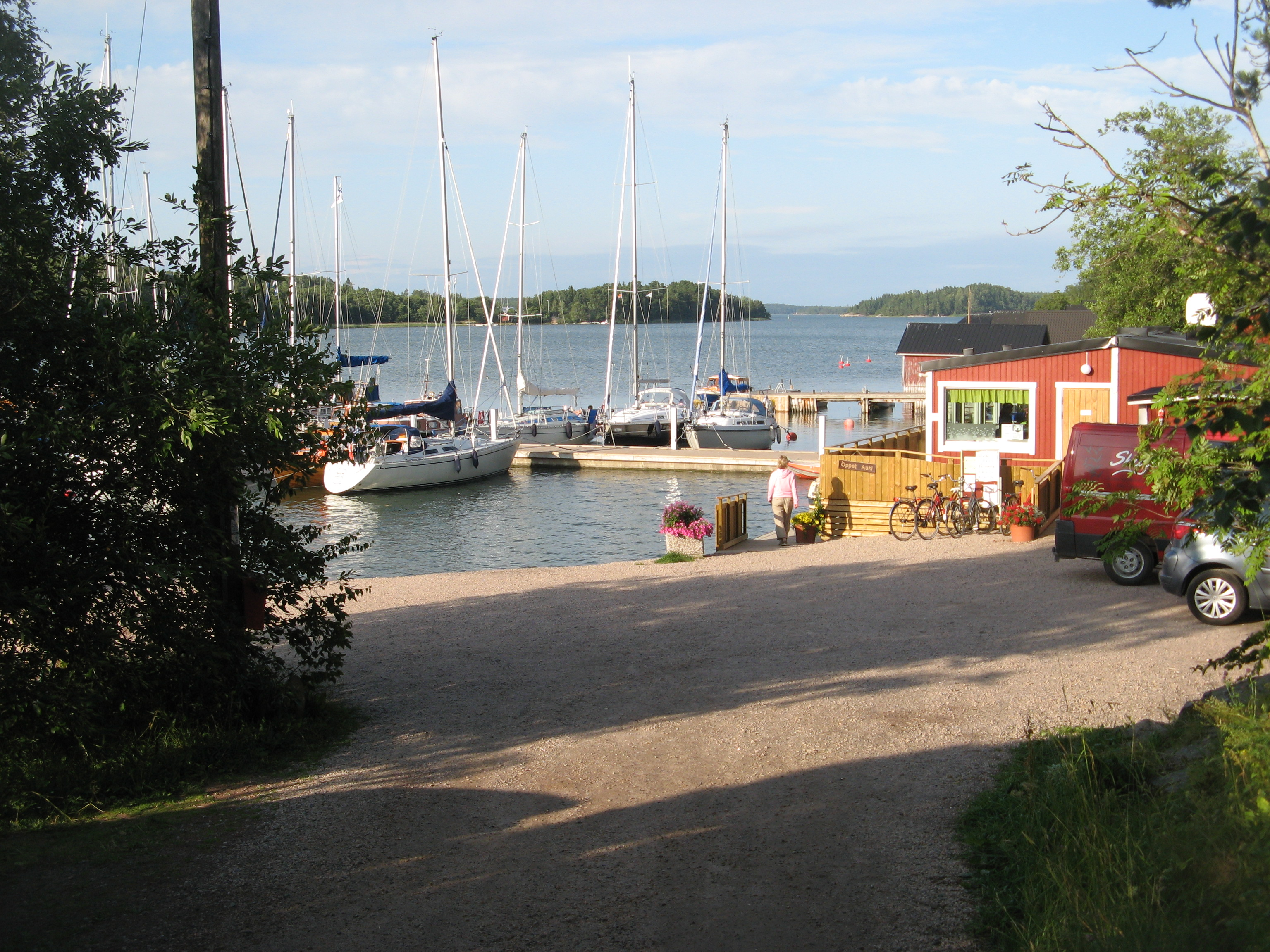
Näsby gästhamn (2009)
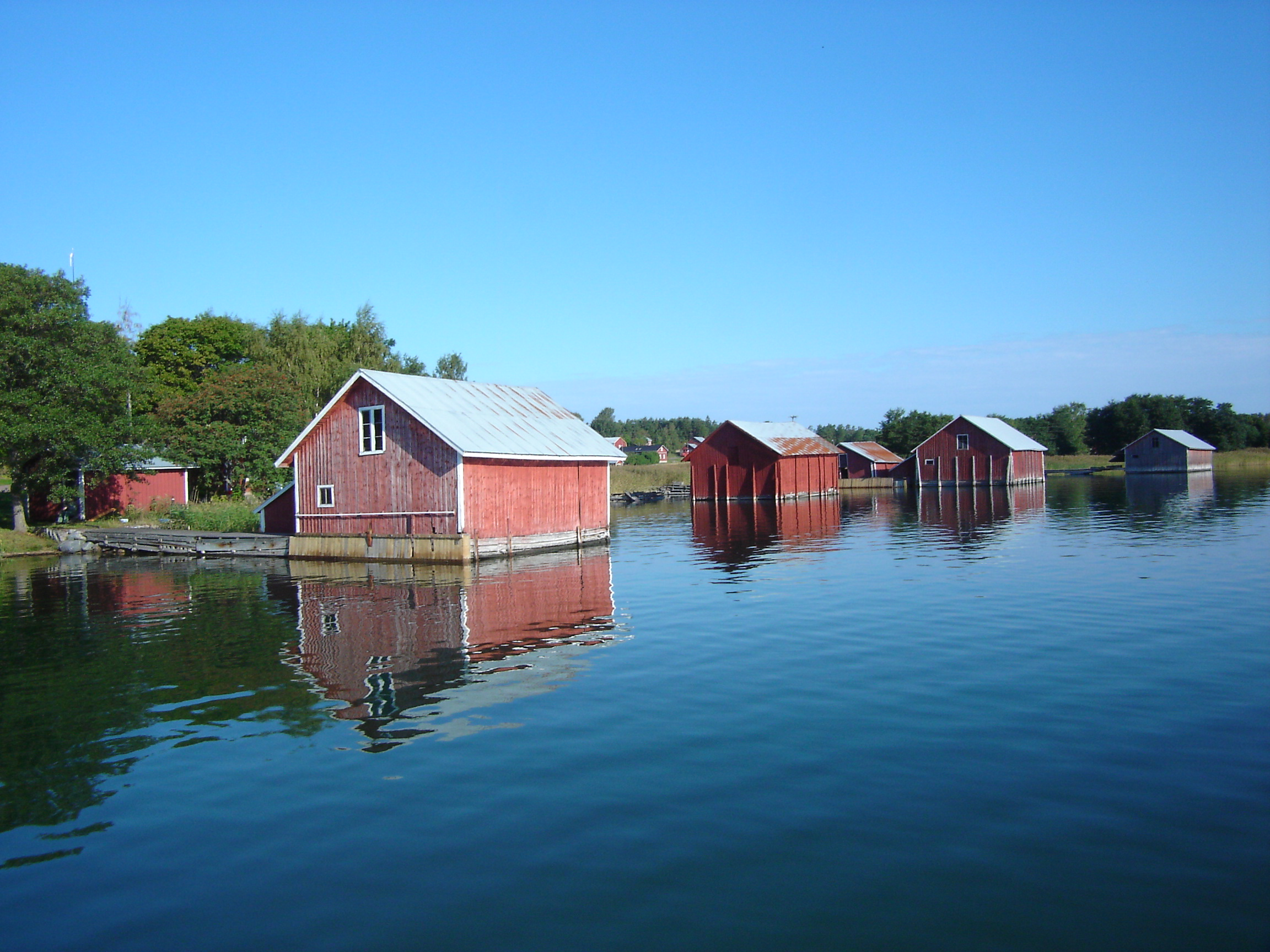
Båthus i Hyppeis
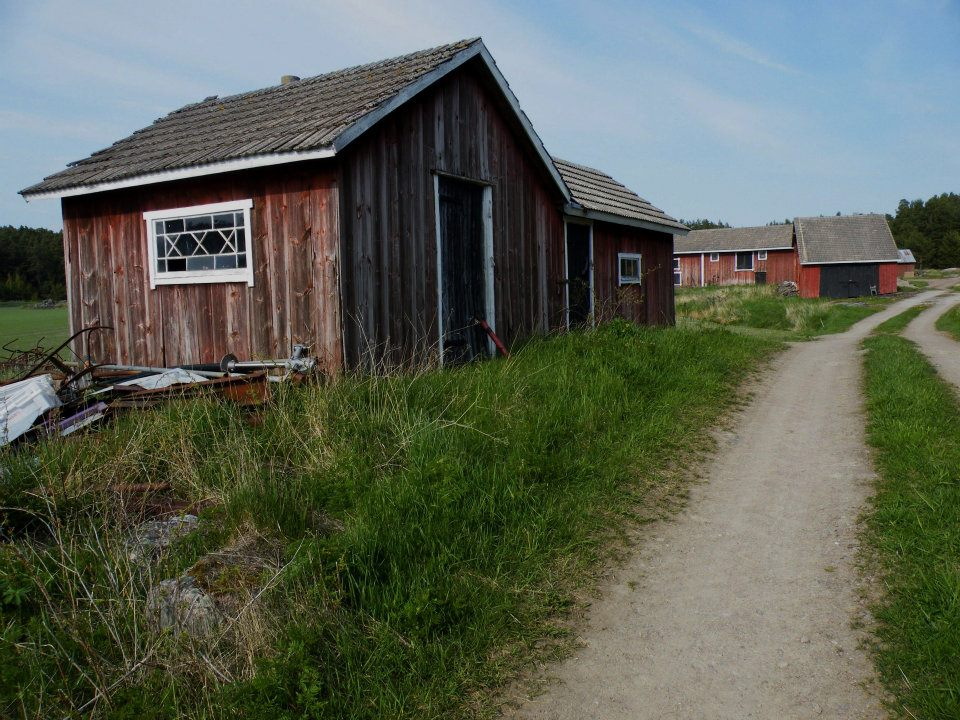
Byväg i Kittuis